# 椵岛
39°33′28″N 124°39′31″E / 39.557662°N 124.658689°E

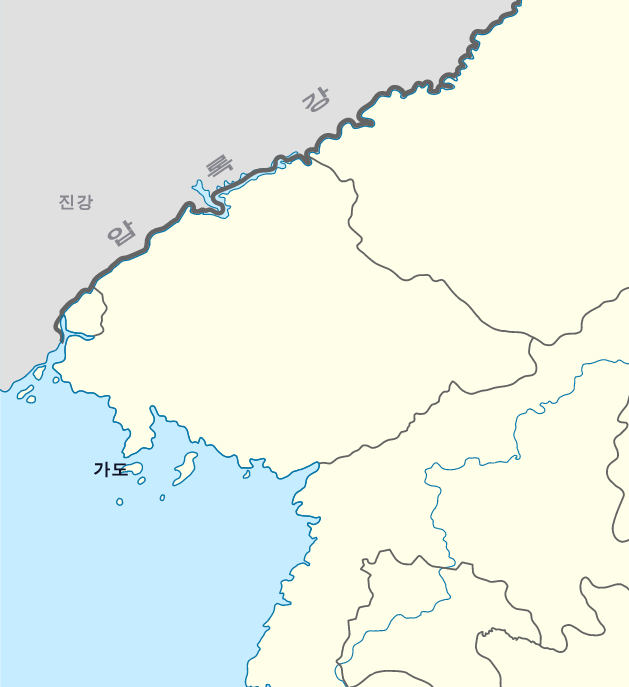
椵島的位置

椵岛（：／），古名東江、皮岛，是鸭绿江口以东的一个岛屿，與鴨綠江口的獐子島、鹿島構成三足鼎立之勢，地理位置居於遼東半島、朝鮮半島、膠東半島之間。行政区划上属朝鲜民主主义人民共和国平安北道鐵山郡管辖。椵岛东西约15里，南北10里。在清軍入關戰爭期間，這裏以「皮島」之名為人所知，是明軍毛文龍部的據點。

## 历史
天启以来，明廷对駐扎在椵岛的毛文龙颇为倚重，“累加至左都督，挂将军印，赐尚方剑，设军镇皮岛如内地。”、“毛文龍滅奴雖不足，牽奴則有餘”。工科给事中杨所修曰：“东方自逆奴狂逞以来，唯一毛文龙孤撑海上，日从奴酋肘掖间撩动而牵制之。”然毛文龍部與崇焕不和且不肯受節制，難以調遣等問題，袁崇焕患之，與內閣輔臣錢龍錫談到平遼事宜，認為文龍“可用則用之，不可用則殺之”，主張“先從東江做起”，集中精力對付毛文龍。

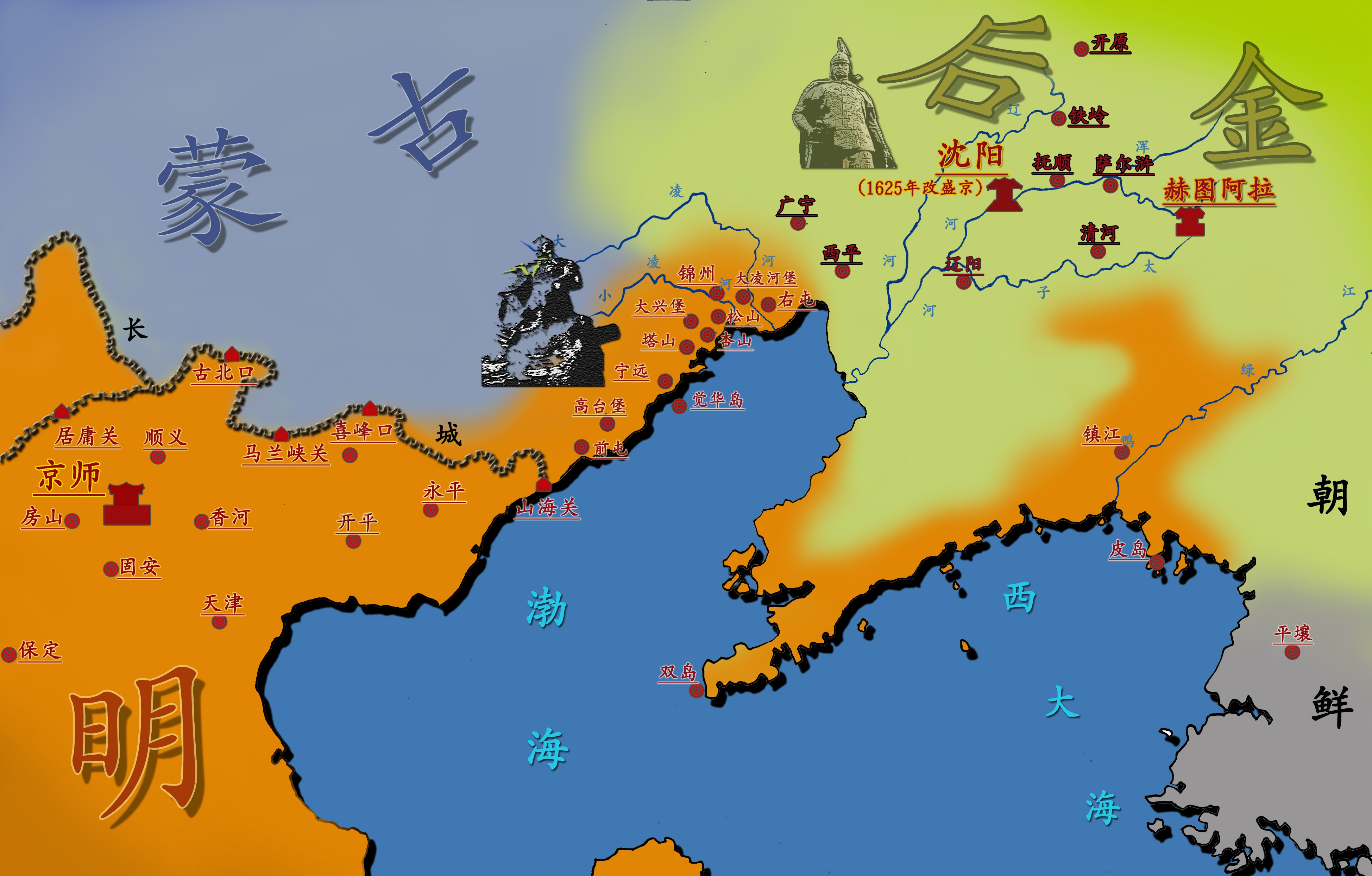
明清對峙形勢圖

崇禎二年（1629年）五月二十九日袁崇焕以閱兵為名，乘舟至雙島，六月三日上岸，毛文龙率领的皮岛官兵列队欢迎。此时袁祭出尚方宝剑，宣布毛文龙十二条当斩之罪，私斩毛文龙，但其實毛文龙手上也有一把尚方宝剑，但由於見袁崇煥矯詔以為是崇禎帝要殺他，只能含淚捆綁被殺。后来清朝将军鳌拜攻克毛岛上明军旧部，鳌拜本人也被提升了三等梅勒章京，册封巴图鲁。結果袁崇焕矯詔殺毛文龍後不足一年，沒有其牽制拉鋸的后金如入無人之境直圍京師，史稱己巳之變。
不過己巳之變之後，明朝军队仍然驻扎在岛上。丙子戰爭期間的1636年农历十二月，皇太極派人進攻皮島。阿济格率軍攻破皮島并斩首島上的明軍軍官沈世魁。杨嗣昌随后将剩余明军撤回到山东北部的登莱。
朝鮮戰爭期間的1951年10月下旬，中国人民志願军向鸭绿江口附近岛屿上的聯合國軍發動攻勢，使得聯合國軍撤兵。11月5日夜间，中國人民解放軍進攻皮岛。11月14日，蘇聯的雅克战斗机扫射皮島。不久皮島被中国人民志願军佔領。之後中国人民志願军又從皮島撤軍。

## 引用
1. ↑  《明熹宗实录》
2. ↑  《明季北略》（卷4）：“崇焕应曰臣请五年为陛下肃清边陲。上曰：五年灭敌，朕不吝封侯之赏。时四辅臣钱龙锡等侍立。俱奏曰：崇焕肝胆、意气、识见、方略，种种可嘉，真奇男子也。上悦。赐茶果瓜饼而退，焕出，朝臣问五年之期，当有定算否？焕曰：上期望甚迫，故以五年慰圣心。识者曰：主上英明，后且按期责效，崇焕不旋踵矣。时期议忧毛文龙难驭，大学士钱龙锡，过崇焕语及之，遂定计出，癸未赐崇焕尚方剑。先是降将李永芳，献策于大清主曰：兵入中国，恐文龙截后，须通书崇焕，使杀文龙，佯许还辽。大清主从之。崇焕答书密允，复以告病回籍，乃寝。至是，再任，思杀文龙，则辽可得。”
3. 1 2  Swope (2014)，第115頁.
4. ↑  Werrell (2005)，第83頁.